# Familia de la Virgen (Zurbarán)
La Familia de la Virgen o la Educación de la Virgen es un lienzo del pintor Francisco de Zurbarán que compone la referencia 44 en el catálogo razonado y crítico realizado por la historiadora del arte Odile Delenda, especializada en este pintor.Existen algunas copias de este lienzo, de inferior calidad, consideradas obras de taller.

## Introducción
Esta obra estuvo atribuida a Velázquez hasta que, en 1924, August L. Mayer, lo identificó como una obra de Zurbarán. Paul Guinard creía que era una de las obras encargadas, en 1629, para un retablo lateral en la Iglesia del convento de la Merced de Sevilla, pero actualmente se cree que fue un encargo al maestro extremeño por parte de un particular. Este lienzo es conocido a veces como la Educación de la Virgen. Sin embargo, Odile Delenda —en una exposición de 1988— señaló que María ya había recibido su conocimiento por ciencia infusa, por lo que esta escena correspondería a los momentos previos a su presentación en el Templo de Jerusalén.

## Tema de la obra
Aunque los Evangelios canónicos no relatan la infancia de la Virgen María, ciertos Evangelios apócrifos —como el Protoevangelio de Santiago— narran que la Virgen estuvo, a partir de los tres años, en el Templo de Jerusalén, educándose y realizando labores de costura con otras doncellas. Zurbarán pintó varios lienzos —encargados por clientes particulares— dedicados a la infancia y a la vida familiar de María. La figura de la niña en este lienzo es muy parecida a otras que realizó Zurbarán sobre parecidos temas, como la de Virgen niña en éxtasis, que coincide en la vestimenta contemporánea e incluso en los bordados que adornan la blusa de María.

## Análisis de la obra
- Pintura al óleo sobre lienzo; 127 x 106 cm; restaurado en Madrid en 2005;
- Madrid, colección privada;
- Fecha de realización: ca.1630-1635;
- Catalogado por O.Delenda con el número 44 y por Tiziana Frati con el número 31.[5]

Zurbarán representa la escena con un aire de cotidianeidad y las figuras parecen encarnar personas de carne y hueso, de acuerdo con las normas derivadas de la Contrarreforma, que requerían que los personajes sagrados fueran representados remarcando su humanidad. El trazo seguro, los tonos refinados, así como las carnaciones, vestimentas y texturas, relacionan esta obra con las de la etapa sevillana de Velázquez. Del mismo modo, la iluminación acentúa la blancura de los lienzos y realza el modelado de los tejidos de lana.
La Virgen niña aparece de frente, flanqueada por san Joaquín y santa Ana. Joaquín sostiene un bastón en su mano izquierda —para emprender el viaje al Templo con la niña— mientras apoya su cabeza en la mano derecha, con el codo sobre la mesa. Esto puede significar tres cosas: aceptación de la divina voluntad, meditación sobre las virtudes de María, y melancolía por la marcha del hogar familiar. Santa Ana apoya su mano derecha sobre los hombros de la niña, mientras le ofrece un plato de frutas con la izquierda. Simétricamente colocados alrededor de la niña, están tres espléndidos bodegones: el plato de frutas que le ofrece Santa Ana, el cesto con la labor de la Virgen, y una taza llena de agua con una rosa en el plato de metal, que simboliza la pureza y el amor.

### Procedencia
1. Sevilla, iglesia del Monasterio de la Trinidad Calzada (?);
2. Roma, colección Grassi (?);
3. Roma, colección conde Alessandro Contini-Bonacossi, antes de 1924;
4. Florencia, herederos del conde Alessandro Contini-Bonacosssi;
5. Madrid, colección Juan Abelló.[9]